# Um Espetáculo de Adoração
Um Espetáculo de Adoração é o quarto álbum ao vivo da cantora brasileira de música cristã contemporânea Cassiane, lançado em 2013. Foi gravado na cidade de São Sebastião em São Paulo no mês de setembro de 2012. O DVD contou com a participação do grupo de teatro Jeová Nissi. que trouxe um conceito teatral ao projeto. Na captação e direção do vídeo, o projeto contou com a produção do diretor Bruno Fioravanti.

## Antecedentes
Pela gravadora Sony Music Brasil, Cassiane lançou os álbuns Viva (2010) e Ao Som dos Louvores (2011), além de ter também feito registros da dupla Cassiane e Jairinho. A cantora não produzia um DVD ao vivo desde 25 Anos de Muito Louvor, de 2006.

## Gravação
O projeto Um Espetáculo de Adoração foi gravado durante o evento Glorifica Litoral, que ocorreu em São Sebastião, no litoral norte do estado de São Paulo. A apresentação reuniu mais de 40 mil pessoas. O show teve direção de vídeo de Bruno Fioravanti e a participação teatral do grupo Jeová Nissi.
Na época, Bruno disse:

Neste DVD contamos com 13 câmeras, sendo 2 por controle remoto. Temos ângulos surpreendentes e as imagens realmente ficaram muito bonitas. Temos uma idéia de como ficará o resultado final, mas creio que ainda vamos nos surpreender muito com o projeto todo finalizado.
O repertório reuniu canções dos álbuns Viva, Ao Som dos Louvores, além de O Amor Está no Ar de Cassiane e Jairinho. Três inéditas foram inclusas também: "Não Vou Me Calar" (que foi escolhida como single), "Avivamento" e "Na Orla do Teu Manto”.

## Lançamento e recepção
| Críticas profissionais | Críticas profissionais |
| Avaliações da crítica  | Avaliações da crítica  |
| Fonte                  | Avaliação              |
| ---------------------- | ---------------------- |
| O Propagador           | [ 2 ]                  |

Um Espetáculo de Adoração foi lançado em março de 2013 pela gravadora Sony Music Brasil em DVD, CD e formato digital. O projeto recebeu uma avaliação favorável do O Propagador. Com cotação de 3,5 estrelas de 5, Danilo Andrade afirmou que "uma das maiores cantoras gospel do nosso país se encontra em plena forma, mesmo após 30 anos de carreira".

## Faixas
1. "De Uma Forma Diferente"
2. "Descanso"
3. "Faz-me Viver Outra Vez/Sou Um Milagre de Deus"
4. "Não Vou Me Calar"
5. "A Glória do Senhor"
6. "Memorial de Deus"
7. "Celebrarei"
8. "Gritai"
9. "Família Nas Mãos de Deus"
10. "Papel de Bala/O Tempo/O Amor, Você e Eu"
11. "Amigo Espírito Santo"
12. "Primeiro Amor/24 Horas"
13. "Avivamento"
14. "Desemborca O Vaso/Receba de Deus"
15. "O Nazareno"
16. "Cristo Ou Barrabás"
17. "Creia No Milagre"
18. "Na Orla do Manto"
19. "Ao Som dos Louvores"